# Antonio Sahagún López
Antonio Sahagún López (* 17. Februar 1917 in Teocuitatlán de Corona, Jalisco; † 31. Oktober 2005 in Guadalajara) war ein mexikanischer römisch-katholischer Geistlicher und Weihbischof in Guadalajara.

## Leben
Antonio Sahagún López empfing am 24. April 1943 das Sakrament der Priesterweihe.
Am 18. Juli 1966 ernannte ihn Papst Paul VI. zum Bischof von Linares. Der Erzbischof von Guadalajara, José Kardinal Garibi y Rivera, spendete ihm am 21. September desselben Jahres die Bischofsweihe; Mitkonsekratoren waren der Koadjutorerzbischof von Guadalajara, Francisco Javier Nuño y Guerrero, und der Koadjutorbischof von Zamora, José Salazar López.
Antonio Sahagún López trat am 31. Oktober 1973 als Bischof von Linares zurück. Am gleichen Tag ernannte ihn Paul VI. zum Titularbischof von Simitthu und bestellte ihn zum Weihbischof in Guadalajara.
Am 15. April 1992 nahm Papst Johannes Paul II. das von Antonio Sahagún López aus Altersgründen vorgebrachte Rücktrittsgesuch an. 